# 26629 Zahller
26629 Zahller este un asteroid din centura principală de asteroizi.

## Descriere
26629 Zahller este un asteroid din centura principală de asteroizi. A fost descoperit pe 12 aprilie 2000 la Flagstaff USNO de C. B. Luginbuhl. Asteroidul prezintă o orbită caracterizată de o semiaxă mare de 2,67 ua, o excentricitate de 0,11 și o înclinație de 11,3° în raport cu ecliptica.